# San Lorenzo Dorsino
San Lorenzo Dorsino  (im Trentiner Dialekt: San Lorénz Dorsin)  (deutsch veraltet: Dursin) ist eine italienische Gemeinde (comune) mit 1570 Einwohnern (Stand 31. Dezember 2023) in der Provinz Trient,  Region Trentino-Südtirol. 
Mit Wirkung zum 1. Januar 2015 wurden die Gemeinden San Lorenzo in Banale und Dorsino zur neuen Gemeinde San Lorenzo Dorsino zusammengeschlossen.
San Lorenzo Dorsino ist  Mitglied der 2001 gegründeten Vereinigung I borghi più belli d’Italia (Die schönsten Orte Italiens).